# Obereßfeld
Obereßfeld ist ein Gemeindeteil der Gemeinde Sulzdorf an der Lederhecke im unterfränkischen Landkreis Rhön-Grabfeld (Bayern).

## Geografie
Das Pfarrdorf liegt im unterfränkischen Teil des Grabfelds in der Nähe der Grenze zum Freistaat Thüringen (Heldburger Land). Einer der beiden Quellflüsse der Fränkischen Saale, das „Salzloch“, entspringt bei Obereßfeld.

## Geschichte
799 wurde Obereßfeld in einer Urkunde der Äbtissin Emhilt von Milz erstmals genannt. Der Ortsname bedeutet:  „Siedlung bei dem Feld an einem Eichenwald“. 802 wurde „Mitteleßfeld“ erwähnt, das um 1360 wüst wurde. Es soll sich an der Stelle der heute zwischen Ober- und Untereßfeld liegenden Kirche befunden haben.
1317 wurde Obereßfeld in einem Urbar der Grafen von Henneberg-Schleusingen erwähnt, welches den Umfang und die Rechte der neuen hennebergischen Besitzungen (Pflege Coburg) erfasste. Im gleichen Jahr wurde die nahe Heckenmühle genannt, in deren Nähe einer der beiden Quellflüsse der Fränkischen Saale liegt.

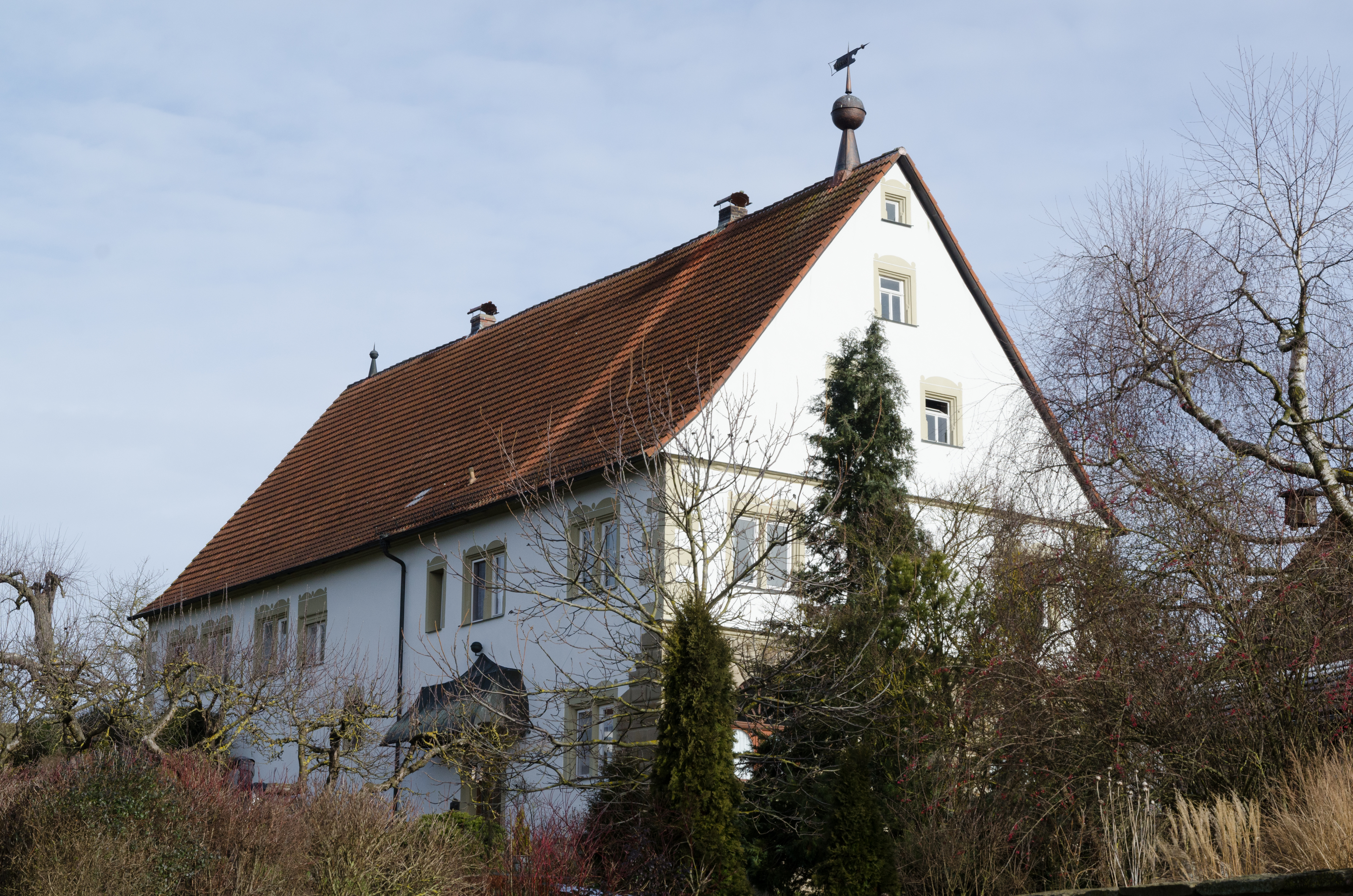
Schloss Obereßfeld

1345 tauchten erstmals die Truchsesse von Wetzhausen als Lehensträger in der Gemeinde auf. 1354 kam Obereßfeld nach zwei Erbteilungen der Linie Henneberg-Schleusingen an das Hochstift Würzburg (Amt Königshofen). Um 1550 wurde unter Hans Marschalk von Ostheim ein Schloss errichtet, das heute als Fremdenpension dient. 1608 wurde unter dem Würzburger Fürstbischof Julius Echter von Mespelbrunn in der Ortsmitte ein stattliches Rathaus gebaut.
1803 wurde Obereßfeld zugunsten Bayerns säkularisiert, dann im Frieden von Preßburg 1805 Erzherzog Ferdinand von Toskana zur Bildung des Großherzogtums Würzburg überlassen, mit dem es 1814 endgültig an Bayern fiel. Im Zuge der Verwaltungsreformen in Bayern entstand mit dem Gemeindeedikt von 1818 die heutige Gemeinde.
Am 1. Januar 1973 wurde Obereßfeld in die Gemeinde Sulzdorf an der Lederhecke eingegliedert.

## Kultur und Sehenswürdigkeiten

### Religion
1770 stifteten Johann Georg Warmuth und weitere Obereßfelder Bürger eine eigene Pfarrei. 1777 folgte der Neubau einer dem heiligen Nikolaus geweihten Kirche, deren Turmuntergeschoss aus dem 14. Jahrhundert stammt. In dieser Kirche wirkte auch Johann Peter Herrlein.

### Brauchtum
1984 wurde auf Initiative des „Dorfvereins“ die traditionsreiche Obereßfelder Tracht wieder eingeführt.

### Baudenkmäler
- Altes Schloss Obereßfeld

## Persönlichkeiten
- Anton Reder (1933–1998), Ingenieur, Kommunalpolitiker, Musiker und Heimatforscher[3]
- Klaus Reder (* 1958), Historiker, Volkskundler und Heimatpfleger